# Crazy Machines 2
Crazy Machines 2 è un videogioco rompicapo sviluppato dalla FAKT Software e pubblicato in Italia dalla FX Interactive nella collana FX White. È il sequel del precedente capitolo Crazy Machines.

## Modalità di gioco
In Crazy Machines 2 il giocatore deve cercare di risolvere gli oltre 150 esperimenti proposti dallo scienziato Doc, il personaggio del videogioco (doppiato in italiano da Riccardo Rovatti) utilizzando e combinando tra loro oggetti come macchine a vapore, balestre, palloncini, rampe, palloni, batterie, laser e molto altro per un totale di più di 200 oggetti.
Al completamento dell'esperimento il giocatore viene premiato con un punteggio e con una medaglia.
Oltre agli esperimenti inclusi nel gioco è possibile crearne nuovi attraverso l'editor integrato, o scaricarne altri creati dalla comunità internazionale del videogioco.

## Requisiti minimi
- Sistema operativo Windows XP o Windows Vista
- Processore Pentium IV - 2 GHz
- Memoria RAM 512 Mb
- 700 Mb liberi sul disco fisso
- Scheda audio
- Scheda video da 64 Mb (NVidia FX 6600 o superiore - ATI Radeon x700 o superiore)
- Lettore DVD-ROM